# دیو سپید

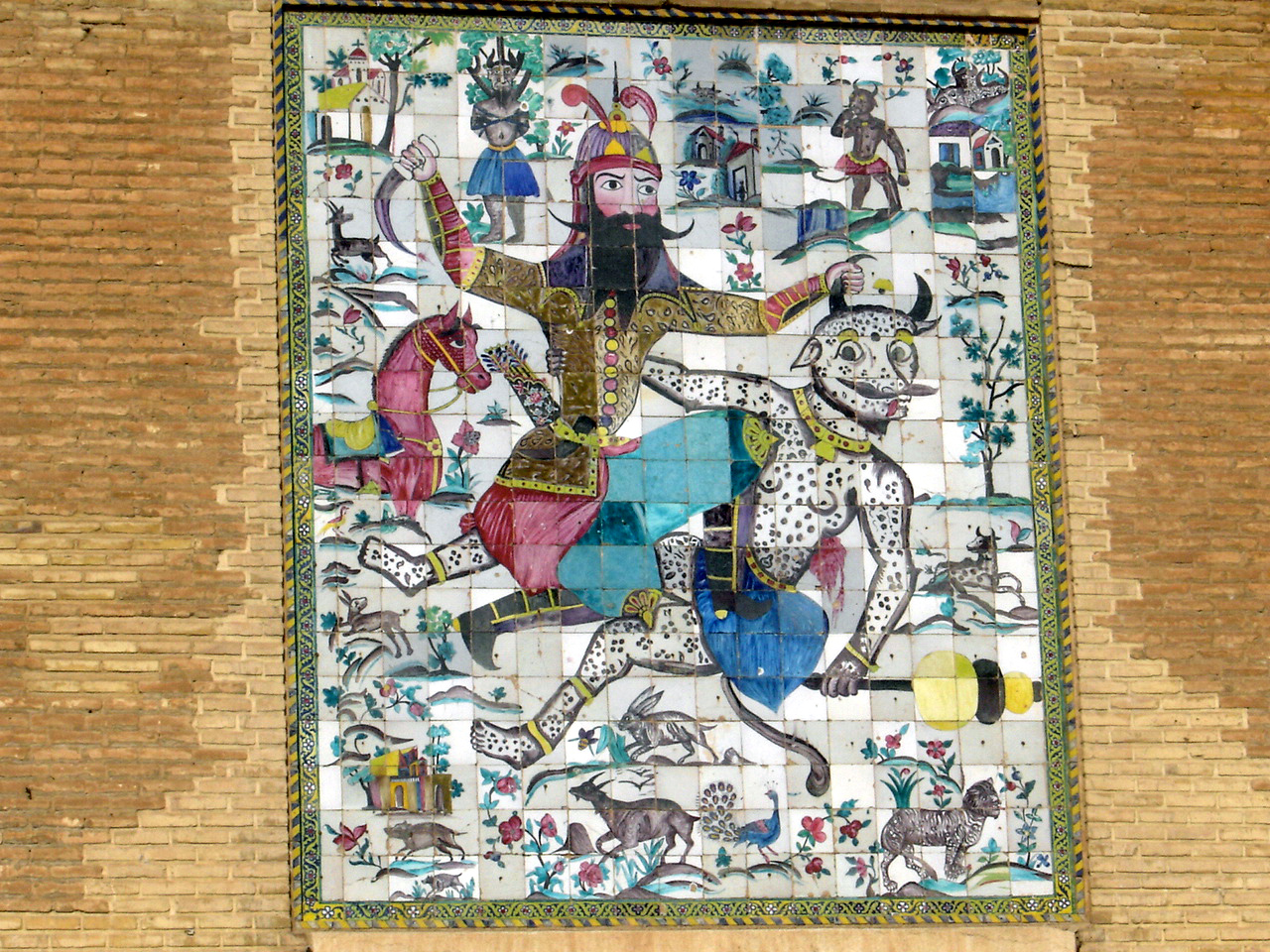
نبرد رستم و دیو سفید، ارگ کریم خانی، شیراز

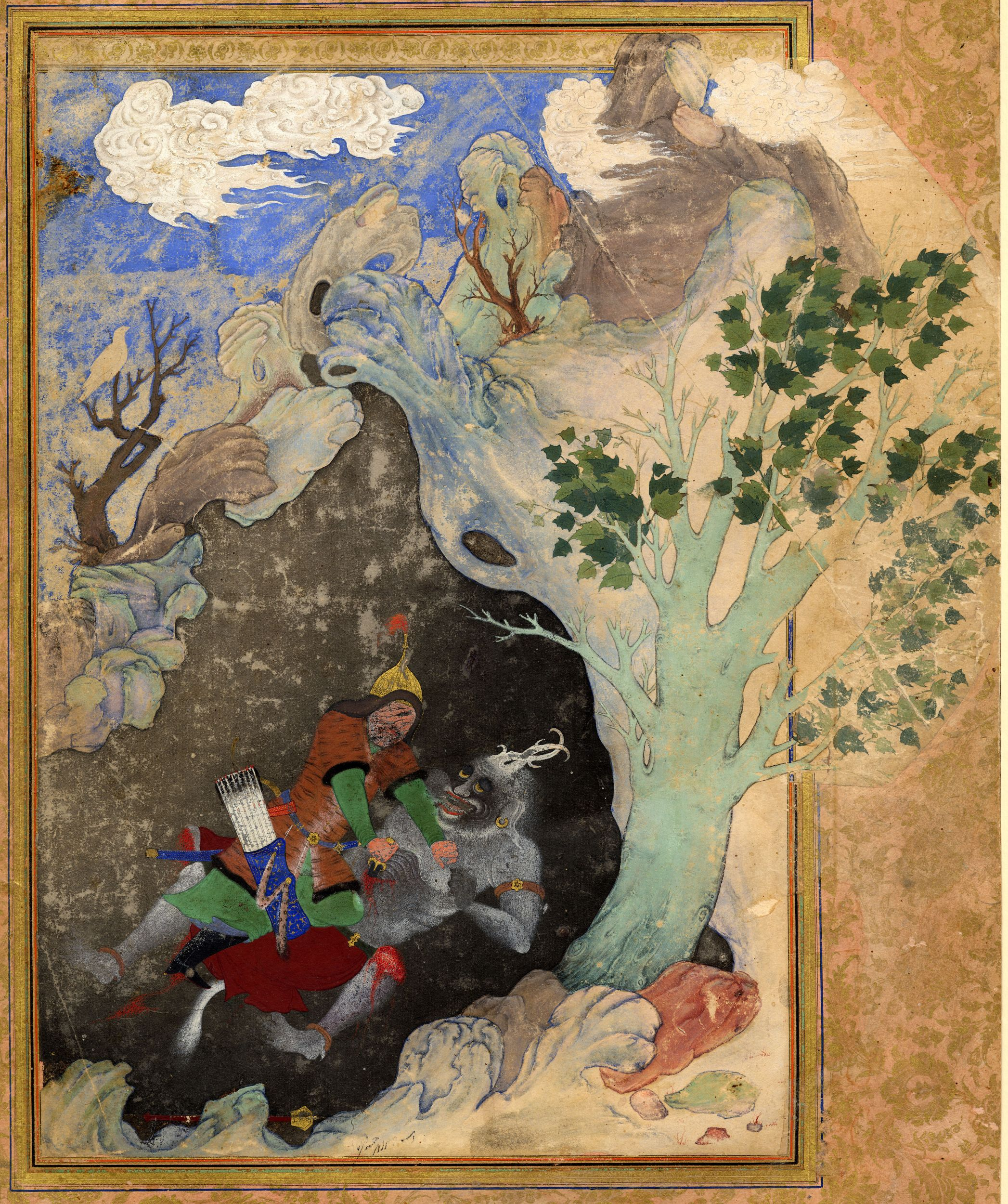
رستم و دیو سپید

دیوِ سپید یا دیوِ سفید یا ارندو بر پایه داستان‌های شاهنامه نام فرمانروای دیوان در مازندران بود. او کیکاووس شاه ایران و سپاهش را در غاری به بند کشید که رستم برای آزادی ایرانیان به نبردِ دیو سپید رفت. رستم به یاریِ اولاد غارِ دیو سپید را یافت و دیو سپید را در غار خفته دید. برای به جا آوردنِ آیینِ جوانمردی، او را از خواب بیدار کرد و با وی جنگید. یک دست و یک پای دیو را برید و جگرش را از سینه بیرون کشیده و از کاسهٔ سر او، کلاه‌خودی برای خویش ساخت. کیکاووس را به همراه یارانش را نیز آزاد کرد.

## ریشه
تقریباً تمامی پژوهشگران بر این اعتقاد هستند که دیو سپید یا ارجنگ دیو نامی اصیل از ادبیات و زبان مازندرانی است.

## رفتن کاووس به جنگ دیو سپید
به گفته کوش نامه حادثهٔ رفتن کیکاووس به جنگ دیوان مازندران اینگونه آغاز شده که پس از حمله سربازان مازندران به فرماندهی سنجه و ارندو به سرزمین های کوش پیل دندان؛ کوش از دیو سپید شکست می خورد و چون توانایی مقابله با دیو سپید را در خود نمی دید، با پنهان کردن هویتش به نزد کیکاووس پادشاه ایران می رود و او را با گنج های مازندران فریب می دهد تا به جنگ با دیو سپید برود. به گفته شاهنامه کیکاووس پس از جلوس، همه را تحت امر و فرمانبردار دید در نتیجه کمی مغرور شده بحثی که شاهان پیش از او جسارت ابراز او را نداشتند ابراز نمود و گفت که وی قصد تسخیر مازندارن را دارد. دیوی از کشور مازندران در این وسوسه و تحریک نقشی ایفا نموده و طراری او مثمر ثمر افتاده بود:
| چنان بُد که در گلشن زرنگار |  | همی خورد روزی می خوشگوار   |
| یکی تخت زرّین بلورینش پای  |  | نشته بَرو بر جهان کدخدای    |
| ابا پهلوانان ایران به هم  |  | همی رای زد شاه بر بیش و کم |
| چو رامشگری دیوزی پرده دار |  | بیامد که خواهد بر شاه بار  |
| چنین گفت کز شهر مازندران  |  | یکی خوش‌نوازم ز رامشگران    |
| اگر در خورم بندگی شاه را  |  | گشاید بر تخت او راه را     |

دیو از زیبایی‌های مازندران بسیار گفت و توانست اندیشهٔ کیکاووس را نسبت به تصرّف آنجا عوض نماید. کیکاووس در مجمع بزرگان برای مقدمهٔ آغاز بحث جنگ مازندران، اشاره کرد که اگر دلیران و جنگاوران ایرانی کاهلی پیشه گیرند از راحت‌طلبی و آسایش سیر نخواهند شد. با این سخنان همهٔ بزرگان روی زرد و دژم به کیکاووس ابراز داشتند که کسی از میان ایشان آرزوی جنگ دیوان مازندران را ندارد.

## خان هفتم
داستان نبرد رستم با دیو سپید خان هفتم از هفت‌خان رستم است. دیو سپید در اشکفت (غار) تاریک و ترسناکی زندگی می‌کند و رخساری سیاه، گیسوانی سپید و هیکلی تنومند دارد. دیو سپید دیوی است که پزشکان بر این باور بودند خون دل و مغز او داروی کوری کیکاووس و سپاهیانش است.